# 仿真毛皮

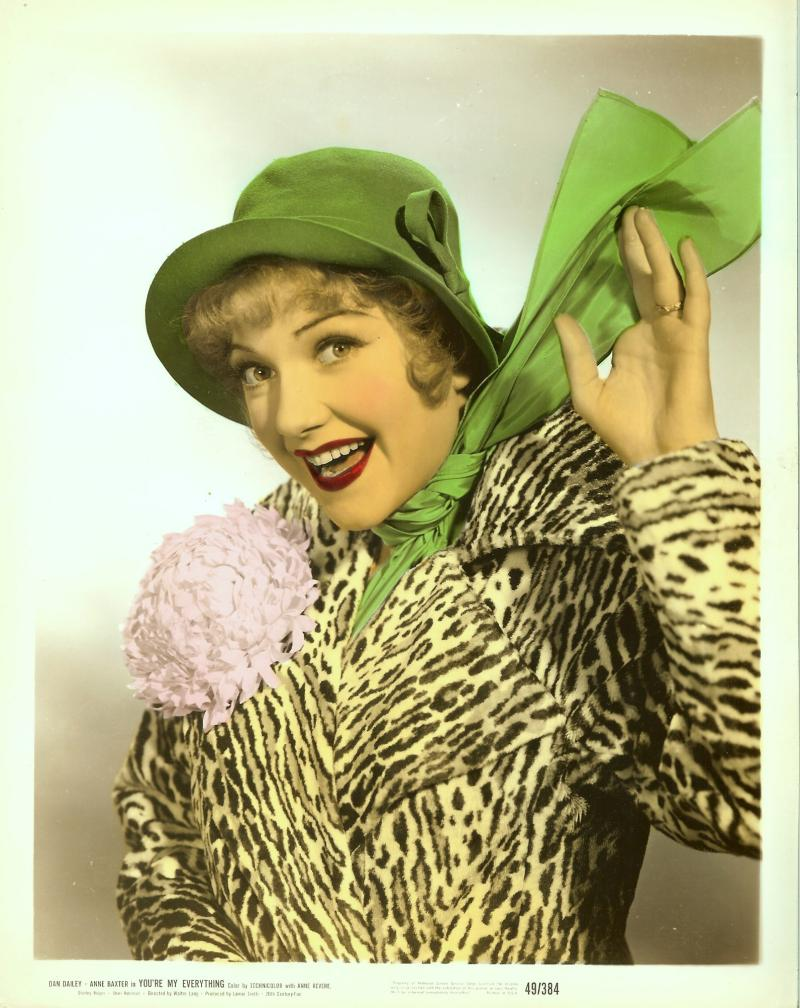
《你是我的一切》電影宣傳照裡，女主角安妮·巴克斯特穿著一件仿真皮的大衣。

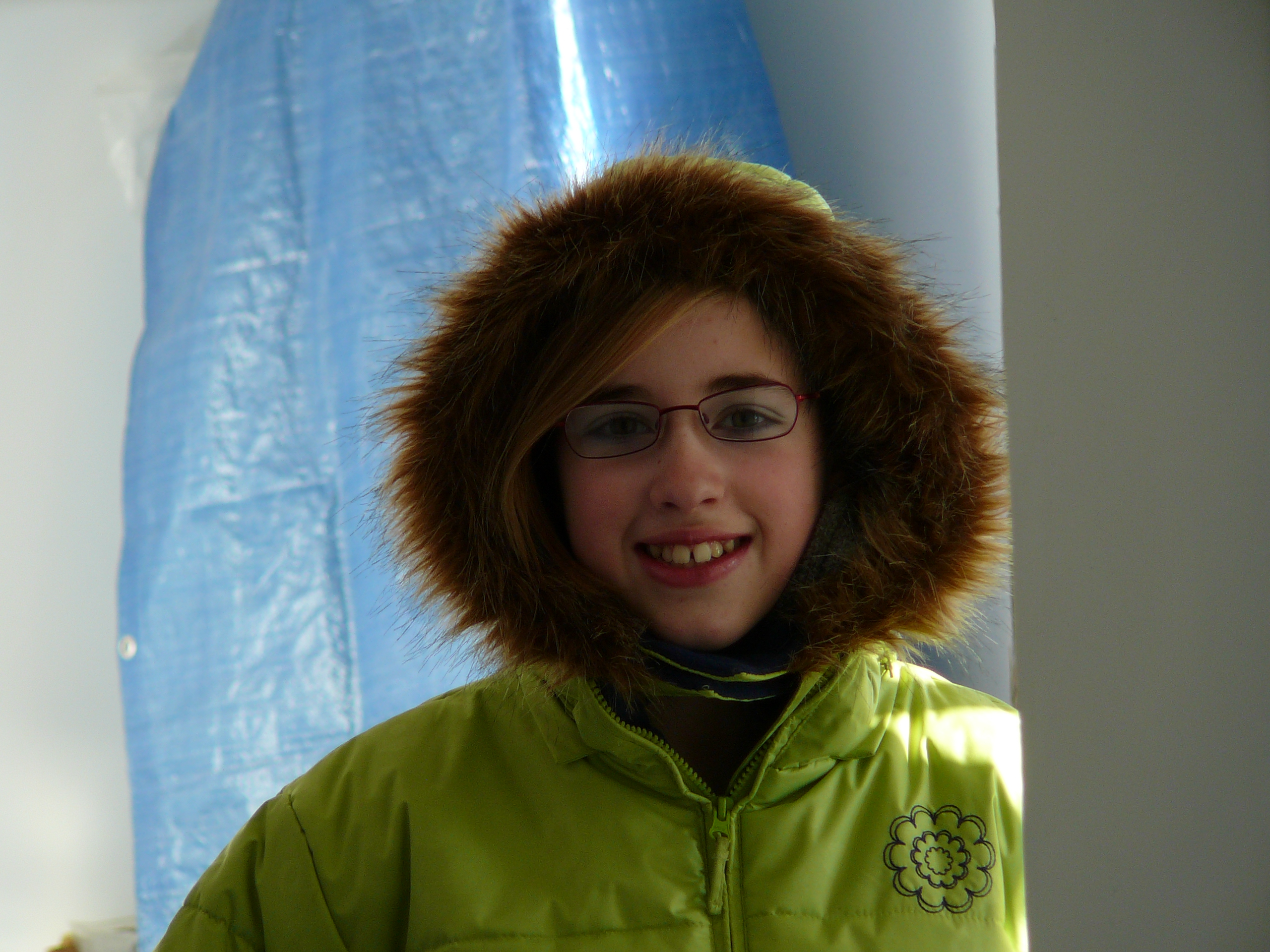
女孩穿著parka連帽仿獸皮衣

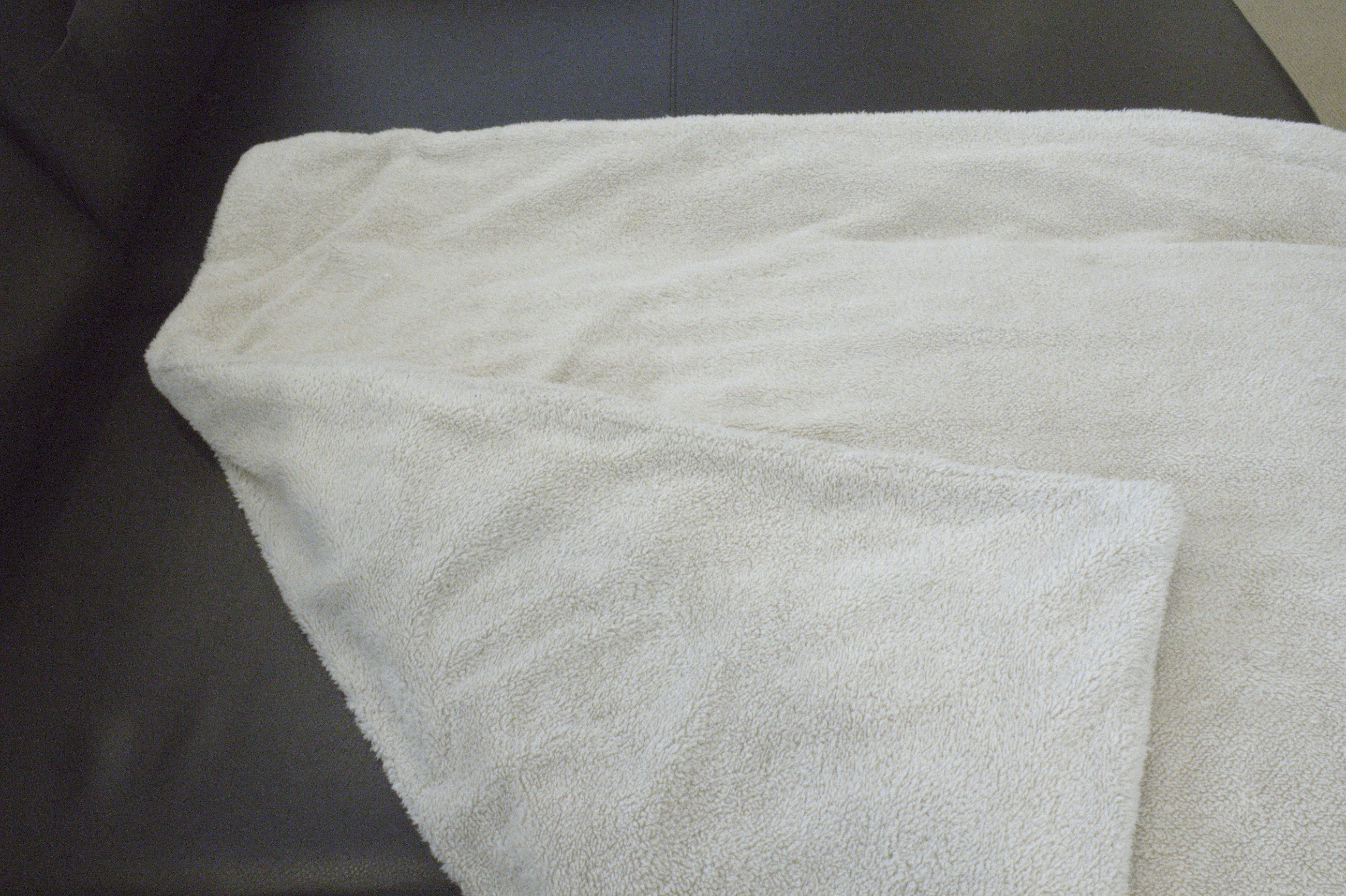
仿真毛毯

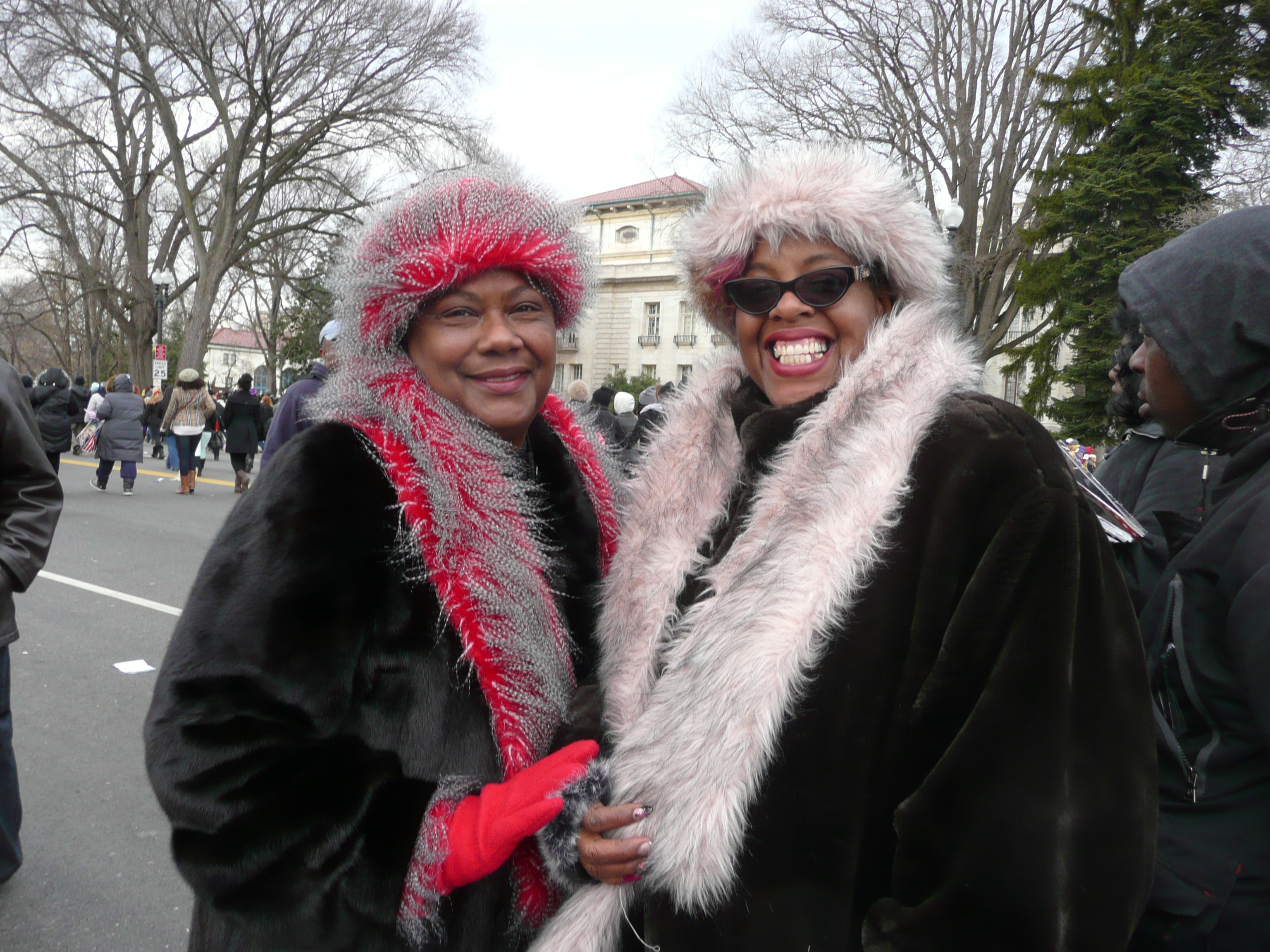
特殊場合服裝搭配仿真皮草

仿真毛皮, 又稱為趣味皮草或假皮草是任何合成纖維材料用來模仿真動物毛皮的統稱，通常是運用在服裝設計或製作上。仿真毛皮第一次出現是在1929年，而到了1950年代開始在市場上販售。因為提倡動物權利和動物福利的組織將仿真毛皮視為傳統皮草的動物友善替代商品，因此開始漸漸受到普及和歡迎。

## 運用
仿真毛皮一般是用來取代真的動物毛皮的各種用途，但也用在毛絨玩具、時尚裝飾品、家飾用品，如枕頭、寢具、毛毯等。另外，手工藝製作也常將仿真毛皮運用在工藝品上，因為一般的縫紉機能夠縫紉仿真毛皮。真的動物毛皮一般來說比較厚實，需要特殊的裁縫機器、手工縫製或透過錐子才能縫紉加工。  近年來，仿真毛皮漸漸被運用在青少年的時裝上，例如 Abercrombie & Fitch (A&F)以及American Eagle Outfitters (AEO) 用仿真毛皮做遮耳帽和夾克。在當時的蘇聯，以及現在的俄羅斯聯邦軍隊,他們謔稱用來製作冬季衣物和蘇聯毛帽的仿真毛皮為「魚毛」。同樣的，有些服裝品牌如雷夫‧羅倫馬球以及香奈兒也有推出仿真毛皮產品系列。

## 優、缺點

### 優點
- 仿真毛皮是布料的一種，因此相對真毛皮在縫紉上簡易許多
- 仿真毛皮不需要低溫保存來避免腐爛，且不容易受到飛蛾的啃食[7]
- 根據一項1979年由動物基金會委託的研究報告，製作一件仿真毛皮的大衣所需消耗的能量是120 英熱單位(MBtu), 與之相比，由囚禁動物毛皮所製而成的大衣其消耗能量是433 MBtu，至於皮草動物繁殖場製成的大衣則消耗7,965 MBtu。[8] 此研究曾被批評有偏頗且已過時。[9]
- 仿真毛皮不是動物製品
- 仿真毛皮可以避免或減少工業化繁殖場的設立

### 缺點
- 仿真毛皮透氣性比較沒有真皮毛好[10]
- 仿真毛皮是由多種材料所合成，包含壓克力和改質聚丙烯腈纖維聚合物，這些原料都是從煤炭、空氣、水、石油和石灰石所取得。它們需要很長時間才能被分解，可能500至1,000年之久。[9]
- 仿真毛皮無法避免雪融化後在纖維中再凝結。這在運動配備是缺點，因為健行、登山、滑雪和其他戶外運動都是在極端條件下進行。[2]

## 以「真」亂「假」
根據美國人道主義協會的一份檢驗報告，大衣上雖標示「使用仿真毛皮邊飾」其實用的是真毛皮。 美國直至2012年，有一個服裝上標示的漏洞，政府允許任何服裝只要其動物真毛皮材質價值低於美金150元，可省略「含真毛皮」的標示。 這質量等同於三十隻兔子、三隻浣熊、三隻紅狐狸、三隻家犬或是一隻熊的毛皮量。仿真皮草標籤的真確性沒有保證。

## 使用仿真毛皮的時裝設計師
由於科技的進步，仿真毛皮的品質與功能已相當趨近真毛皮。引用倫敦仿真毛皮公司Shrimps的創辦人漢娜·威蘭的說法: 「我喜歡用仿真毛皮因為它不會脫毛而且摸起來很柔軟。如果仿製的毛皮質感一樣好，那又何必用真的? 」。 以道德倫理和永續為理念的時裝設計師史黛拉·麥卡尼，在她的時裝品牌系列廣泛應用仿真毛皮，並且在服裝上放上「無毛皮之皮草」之標語。 2014年，雨果博斯在他們的2014年永續經營報告中公開承諾不再使用任何動物毛皮，藉以傳遞「殘忍對待動物一點也不時尚」的訊息，並進一步規劃在未來的時裝設計改用仿真毛皮。亞曼尼(Armani)在2016秋冬宣布加入“零皮草”環保行列。然而，並非所有選用仿真毛皮的設計師都是以永續和道德倫理的概念做為考量因素。  設計師會選用仿真毛皮的另一個原因在於製程比較容易掌控規格，比方說色彩和尺寸。例如桑麗卡·里基耶 (Sonia Rykiel) 的藝術總監朱莉•德利班(Julie de Libran)在她的時裝設計同時採用仿真和真毛皮。她之所以使用仿真毛皮是因為她可以透過創造多元色彩和各種尺寸的仿真毛皮來讓她的服裝設計看起來比較俏皮活潑。 其他品牌如普拉達(Prada)在2007年的秋冬時裝系列主打人造合成纖維。該品牌的繆西婭·普拉達經營者以及設計師曾經表示，因為她對真皮草已經感到煩膩，所以就在那一年的設計服裝全部使用仿真毛皮。德賴斯・范諾頓(Dries Van Noten)、賀森．夏拉因（Hussein Chalayan）、朱利安‧大衛( Julien David)、 桑麗卡·里基耶的朱莉•德利班、凱特‧絲蓓(Kate Spade)、以及其他許多設計師和品牌也都曾經在他們的秋季時裝系列主打仿真毛皮。

## 另見
- 純素主義
- 免於殘忍
- 動物解放運動
- 動物權利
- 動物福利
- 良知消费

## 外部連結
- How fake fur is made（页面存档备份，存于）
- I Fake It; by Panthera Corporation